# Fujitsubo (cràter)
Fujitsubo és un cràter de l'asteroide del tipus Amor (433) Eros, situat amb el sistema de coordenades planetocèntriques a -3.7 ° de latitud nord i 62.7 ° de longitud est. Fa un diàmetre de 1.7 km. El nom va ser fet oficial per la UAI l'any 2003 i fa referència a Fujitsubo, amant del Príncep Genji de la novel·la japonesa Genji Monogatari, de Murasaki Shikibu (Japó, segle XI).